# Europe Container Terminals

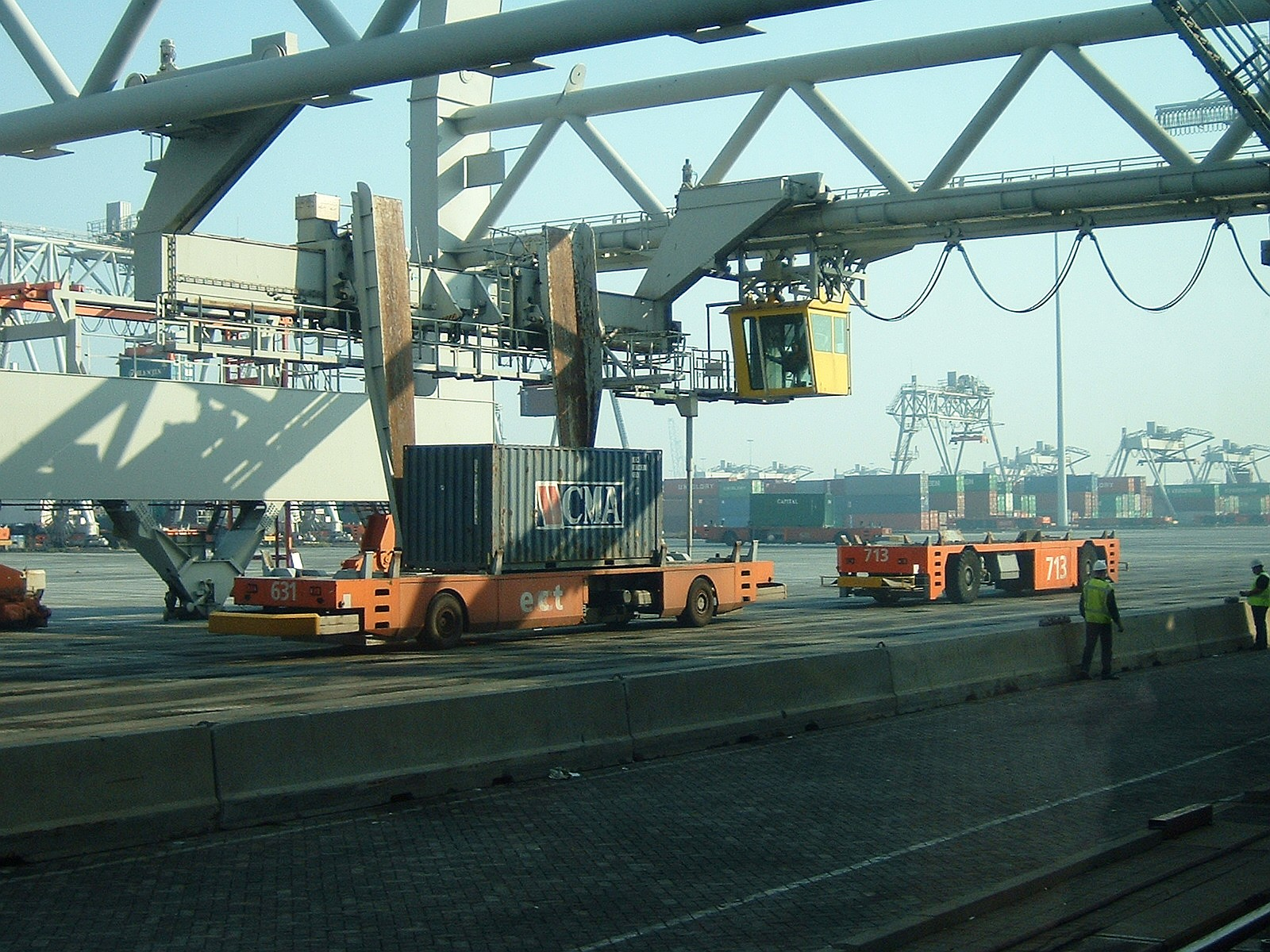
ECT Maasvlakte: Container op een onbemand voertuig (AGV)

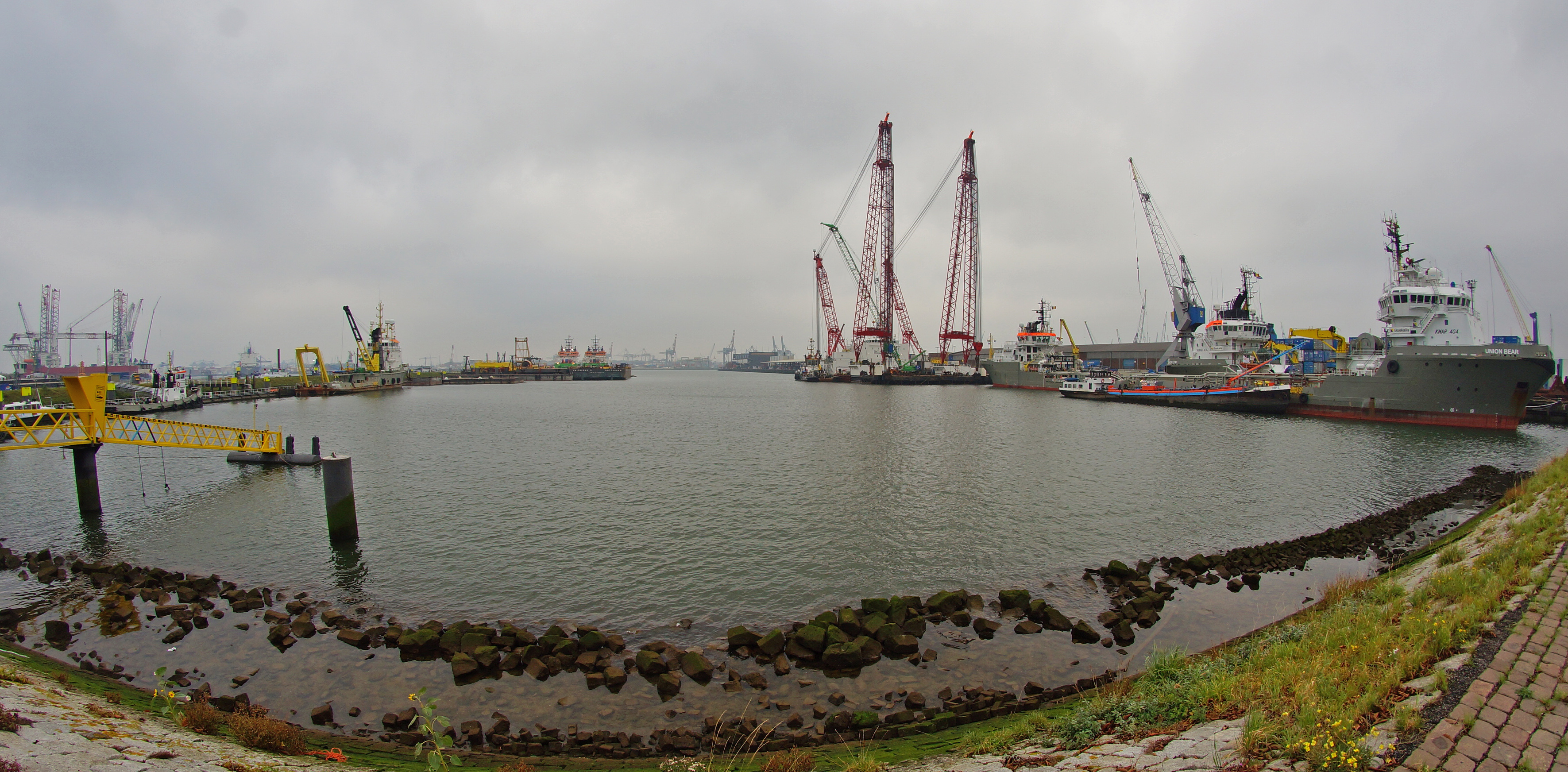
ECT Waalhaven

Europe Container Terminals is het grootste overslagbedrijf in Europa voor containers in de haven van Rotterdam en Venlo Trade Port. Vanaf 2002 is de onderneming in handen van het in Hongkong gevestigde Hutchison Port Holdings Group (HPH). In 2013 werden door ECT 7,7 miljoen TEU overgeslagen door de bijna 2.200 medewerkers van het bedrijf.

## Geschiedenis
Frans Posthuma, de directeur van het Gemeentelijk Havenbedrijf Rotterdam, was in 1963 in contact gekomen met Malcolm MacLean en Michael McEvey van Sea-Land. Hij wilde Rotterdam laten opnemen in een containerdienst. In de Prinses Beatrixhaven was er nog een diep terrein, van circa 200 meter, onbenut en dit was ideaal voor een containerterminal. Hij bouwde, gezien het enorme potentieel van het gebruik van containers, vanaf 1963 aan de infrastructuur voor de afhandeling van containers. Uiteindelijk stuurt hij de traditionele stuwadoorsbedrijven met een stevige hand richting samenwerking in de Europe Container Terminus (ECT). Het werd op 29 april 1966 ingeschreven in de Kamer van Koophandel. Europe Container Terminus B.V. fungeert op dat moment als moedermaatschappij van de ECT-werkmaatschappijen. 
Op 3 mei 1966 bracht Sea-Lands containerschip Fairland zijn eerste bezoek aan Rotterdam, waar het de 35 voetcontainers met zijn eigen on-board kranen loste. Samen met drie zusterschepen met een capaciteit van 226 containers voer de Fairland vanaf die tijd in een wekelijkse dienst tussen Noord-Amerika en Noordwest-Europa. Stuwadoorsbedrijf Quick Dispatch behandelde de eerste containers in Rotterdam.
- 1967: In augustus kwam het eerste containerschip bij de ECT voor de wal, de Atlantic Span van rederij ACL
- 1970: 160 000 containers
- 1975: Bijna 500 000 containers
- 1983: Meer dan 1 000 000 containers
- 1985: De Delta Terminal wordt geopend
- 1990: De Europe Combined Terminals B.V. gaat de rol van moedermaatschappij vervullen voor Europe Container Terminus, Stevedore Company Quick Dispatch, Muller-Thomson Rotterdam B.V. en Container Terminal Prinses Margriethaven B.V. (huurders van de gemeente Rotterdam en dochters van Europe Combined Terminals). Tegelijkertijd gaat Europe Container Terminus B.V. fungeren als werkmaatschappij
- 1993: De Delta/Sea-Land Terminal opent. Deze terminal was de eerste ter wereld die volledig geautomatiseerd werd met Automated Guided Vehicles en Automated Stacking Cranes
- 1996: Samen met het Gemeentelijk Havenbedrijf werd de Delta Dedicated East Terminal ontwikkeld

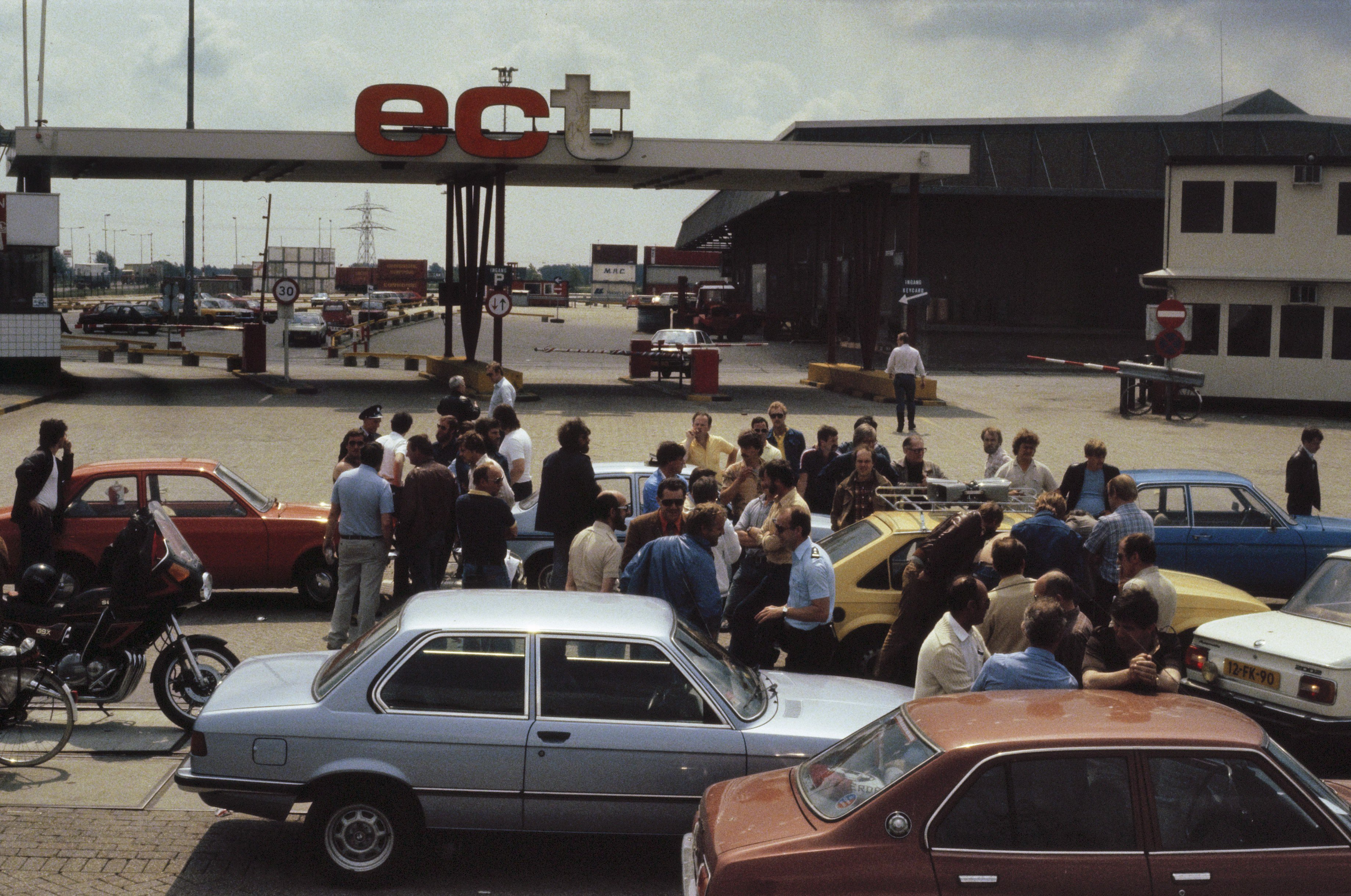
Blokkade van de toegangspoorten van ECT in 1982 vanwege een staking

- 1999: Sea-Land wordt overgenomen door de rederij Maersk. De Denen verwerven hun eigen terminal in Rotterdam (APM Terminals op de Maasvlakte), hetgeen werkt als een katalysator in een vergroting van de omvang van het containervervoer. ECT exploiteerde de Delta/Sea-Land Terminal onder de naam Delta Dedicated North Terminal voor nieuwe klanten. ECT verkocht de Delta Multi User Terminal, omdat het nog de enige was met conventionele, niet vol-automatische behandeling van containers
- 2000: De Delta Dedicated West Terminal opent. Zowel oost als west werkt met de AGV's en de ASC's
- 2002: European Combined Terminals B.V. wordt overgenomen door de in Hongkong gevestigde Hutchison Port Holdings Group (HPH) en gaat verder als European Container Terminals B.V.
- 2004: ECT koopt de Hanno Terminal in de Waalhaven
- 2014: ECT behaalde een recordproductie van meer dan 10 miljoen TEU.[2] De omzet kwam uit op 631 miljoen euro.[2] De winst daalde naar 43 miljoen euro door een afboeking op de waarde van kranen en machines van de City Terminal.[2] ECT heeft besloten deze terminal per eind 2015 te sluiten
- 2 september 2014: ECT heeft de 150 miljoenste TEU overgeslagen sinds haar oprichting in 1967.[3] ECT is daarmee de eerste containerterminaloperator in Europa die deze mijlpaal heeft bereikt.

### Overname door Hutchison
De overname van ECT door Hutchison Port Holdings (HPH) is niet vlekkeloos verlopen. Op 10 maart 1999 meldden HPH en het Gemeentelijk havenbestuur van Rotterdam hun voornemen om samen ECT over te nemen aan bij de Europese Commissie (EC). Uit onderzoek bleek dat ECT/HPH een zeer sterke machtspositie zou verkrijgen op de markt van stuwadoordiensten voor diepzeecontainerschepen in Noord-Europa.
HPH, die weer onderdeel uitmaakt van de groep Hutchison Whampoa uit Hongkong, verstrekte destijds stuwadoordiensten in 17 havens wereldwijd. In Europa had HPH ook meerderheidsbelangen in de containerterminals van Felixstowe en Thamesport. ECT had een sterke positie in de Rotterdamse haven. De combinatie HPH/ECT zou een aandeel van 36% op de Noord-Europese markt van de diepzeevaart hebben verworven. De EC had hier grote problemen mee en stelde een aantal maatregelen voor. De betrokken partijen waren het hier niet mee eens en op 30 juli 1999 trokken zij hun voorstel voor een samengaan in.
Op 2 november 1999 meldden de twee eerdergenoemde partijen en een dochteronderneming van ABN AMRO een overeenkomst aan waarbij zij gezamenlijk alle aandelen in ECT zouden verwerven. De acquisitie werd op 1 november 1999 voltooid. Deze werd niet aangemeld bij de EC als een concentratie op grond van de Concentratieverordening, maar als een samenwerkingsovereenkomst. De EC vreesde dat de partijen op deze slinkse wijze de eerdergenoemde bezwaren probeerden te omzeilen. Op 7 maart 2000 verzocht de EC de partijen alsnog hun transactie te melden conform de Concentratieverordening.
Dit gebeurde en op 3 juli 2001 gaf de EC alsnog toestemming. De overname betekende dat HPH/ECT een marktaandeel zal krijgen van zo'n 50%, meer dan tweemaal zoveel als haar twee naaste concurrenten afzonderlijk - HHLA (18,2%) en Eurogate (17,3%). Betrokken partijen hebben toezeggingen gedaan, waardoor onafhankelijke concurrentie zal gaan ontstaan in de haven van Rotterdam. Met deze concessies was de EC van oordeel dat de acquisitie op de betrokken markt geen machtspositie doet ontstaan.

### Conflict met Havenbedrijf
Begin 2012 is een al langer sluimerend conflict tussen ECT en het Havenbedrijf Rotterdam voor de rechter gebracht. Volgens ECT is het Havenbedrijf zijn afspraken niet nagekomen en heeft het concurrenten voorgetrokken. In een dagvaarding eist ECT een schadevergoeding van € 900 miljoen. ECT is - met een marktaandeel van ruim 60% - de dominante speler in de containeroverslag in Rotterdam. Het conflict tussen beide partijen is ingegeven door de komst van twee nieuwe containerterminals op Maasvlakte 2 in 2014. Volgens ECT mag het Havenbedrijf die alleen toelaten als dat niet leidt tot kaalslag op de reeds bestaande terminals op Maasvlakte 1. ECT vreest met name de komst van het consortium onder leiding van het Arabische Dubai Ports World en vier grote rederijen actief onder de naam Rotterdam World Gateway. Vrijwel alle containers van de reders in Rotterdam World Gate worden nu nog afgehandeld door ECT en vertegenwoordigen zo'n 35% van de totale overslag op de ECT Delta Terminal op Maasvlakte 1. Zodra de nieuwe terminal opengaat, zal dit naar verwachting allemaal verschuiven naar de nieuwe concurrent op Maasvlakte 2. De winstgevendheid van ECT zal hierdoor dalen en om haar positie veilig te stellen is het tot een rechtszaak gekomen. Op 27 juni 2014 is het proces voor de rechter van start gegaan. Tot nu toe werd alleen op papier de rechtszaak voorbereid. Het Havenbedrijf stelt dat de nieuwe containerterminals zijn gebaseerd op de verwachting dat er meer lading naar Rotterdam zou komen, maar dit is door de lagere economische groei als gevolg van de kredietcrisis tegengevallen. Op 24 september 2014 wees de rechtbank van Rotterdam de claim van 900 miljoen euro af. In december 2014 maakten beide partijen bekend het conflict te beëindigen. ECT heeft besloten niet in hoger beroep te gaan tegen de uitspraak van september.

### Koop APM Terminal
In november 2019 werd bekend dat ECT in gesprek is om de oudste van de twee containerterminals van de APM Terminals over te nemen. De terminal ligt pal naast de ECT Terminal op de Maasvlakte en heeft een capaciteit van 2,4 miljoen containers per jaar. Als de verkoop doorgaat blijft APMT actief in de Rotterdamse haven met een terminal, de modernere APM Terminals MV2. In oktober 2020 gaf de toezichthouder Autoriteit Consument en Markt (ACM) toestemming. De ACM is van mening dat er na de overname voldoende concurrentie overblijft op de markt voor de overslag van containers van diepzeecontainerschepen. De koop werd in mei 2021 afgerond.

## Terminals

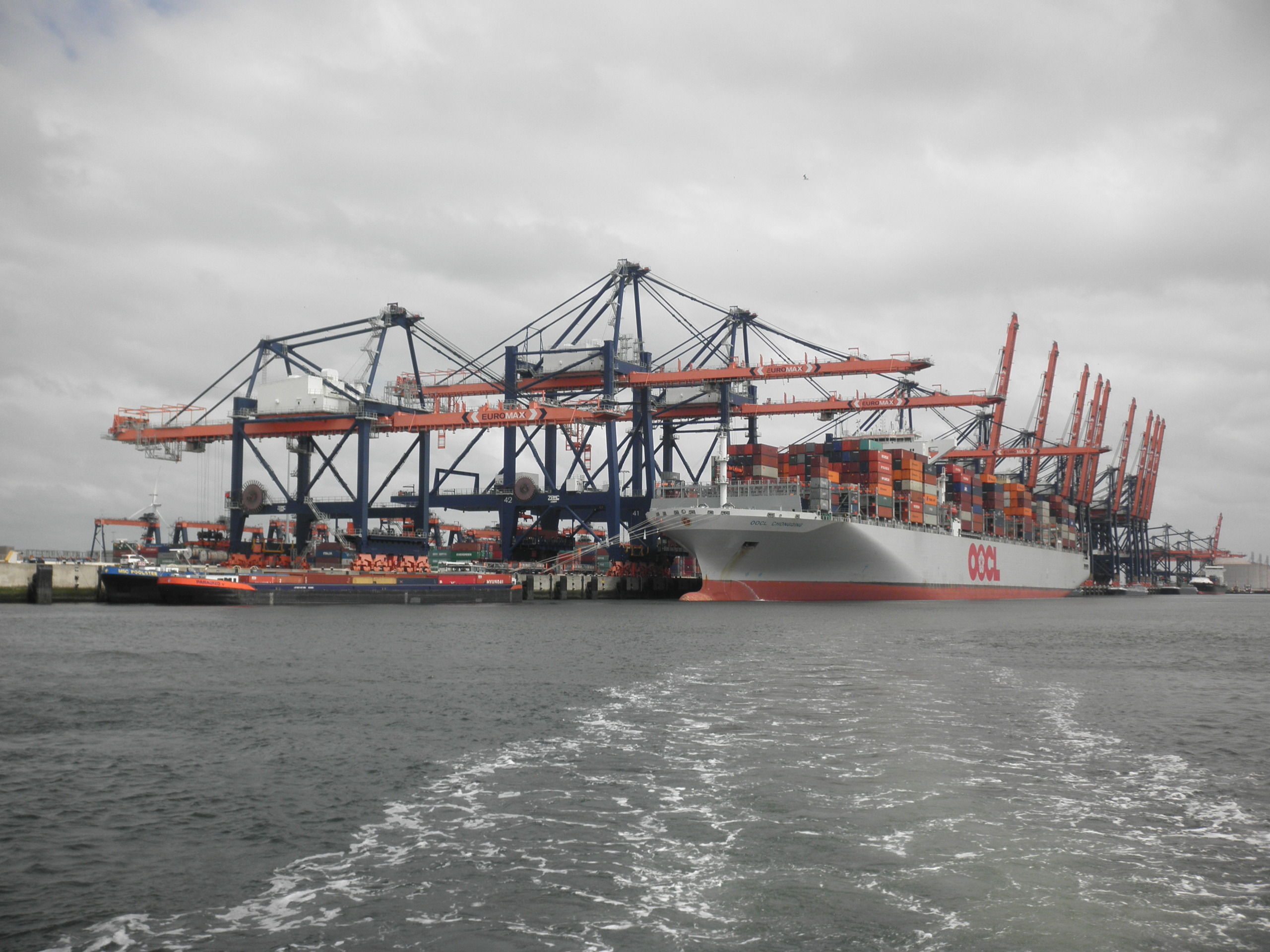
ECT Euromax Terminal

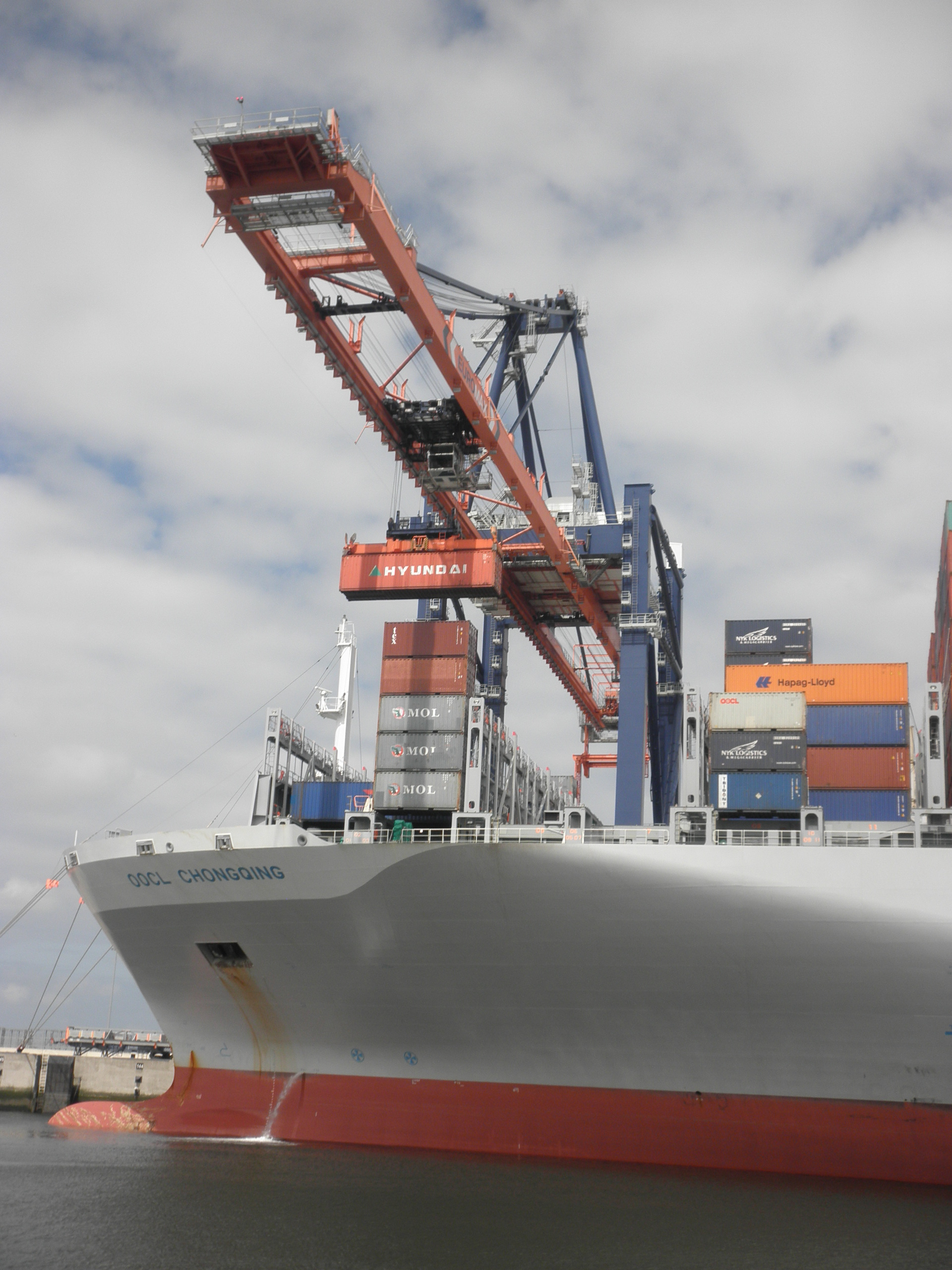
Containerkraan van de Euromax Terminal lost 40 voetcontainer van de OOCL Chongqing

Het bedrijf heeft twee containerterminals in het Rotterdamse havengebied:

### ECT Delta Terminal op deMaasvlakte
Aan de ECT Delta Terminal kunnen aan de 3,6 kilometer kadelengte schepen afmeren met een diepgang tot 16,6 meter, waar 23 post-Panamaxkranen containers kunnen lossen en laden. De afhandeling van feeder- en binnenvaartschepen gebeurt aan dezelfde zeekades, maar er is ook een speciale Delta Barge Feeder Terminal op de kop van het Delta-complex. Verder is er een aparte binnenvaartterminal aan het Hartelkanaal. Men beschikt ten slotte over twee railterminals, de Oostelijke Rail Terminal en de Rail Terminal West, voor een directe aansluiting op het spoornetwerk. Het terrein heeft een oppervlakte van circa 270 hectare.

### Euromax Terminal op deMaasvlakte
De Euromax Terminal werd in september 2008 aan de noordwestzijde van de Maasvlakte in bedrijf genomen, evenals de speciale Delta-aanvoerterminal voor binnenschepen. In de Euromax Terminal, met een overslagcapaciteit van 3 miljoen TEU per jaar, neemt een combinatie van de rederijen COSCO Container Lines, K-Line, Yang Ming en Hanjin deel. De Euromax Terminal ligt aan het Yangtzekanaal, heeft een oppervlakte van 84 hectare en kan de allergrootste containerschepen laden en lossen. De schepen kunnen zonder beperkingen door tij of sluizen de terminal bereiken. De diepgang aan de kade is 16,8 meter, maar wanneer de groei van de containerschepen doorgaat kan de diepte op 19,6 meter worden gebracht. De kranen reiken 23 containers breed.
Het laden en lossen van de schepen geschiedt vrijwel geheel met onbemande voertuigen (AGV's - Automatic Guided Vehicles), die door een centrale computer worden bestuurd. Een kadekraan zet de container op de AGV, die de container vervolgens met behulp van FROG automatisch naar zijn plaats in het stack rijdt, waar de container door een ASC (Automated Stacking Crane) op de juiste plek wordt gezet. De inzet van deze onbemande apparaten is te danken aan Gerrit Wormmeester, die tot 1993 president-directeur van ECT was.
In mei 2016 kocht COSCO-Pacific voor 125 miljoen euro een aandelenbelang van 35% in de Euromax Terminal in Rotterdam. COSCO-Pacific is een onderdeel van COSCOCS, de nieuwe rederij na de fusie van COSCO Container Lines en China Shipping.
In de toekomst zal deze terminal uitgebreid worden op Maasvlakte 2. De kademuur wordt in totaal verlengd met 1800 meter waardoor de kademuur een totale lengte krijgt van 3600 meter. De diepgang is met 20 meter gelijk aan de andere containerterminals op Maasvlakte 2.

### ECT City Terminal (gesloten)
De ECT City Terminal lag zo’n 30 kilometer landinwaarts in de Eemhaven. Schepen met een capaciteit tot 8000 TEU en een maximale diepgang van circa 14 meter konden bij de terminal terecht. De terminal verwerkte veel koelcontainers met verse producten. De containers werden afgevoerd per zee- of binnenvaartschip, per trein en met vrachtwagens. Het terrein is 65 hectare groot en de kade heeft een totale lengte van 1,4 kilometer. Per eind 2015 is de City Terminal gesloten. Een groot deel van de containerstroom was voorafgaand aan de sluiting al verschoven naar de terminals in de Maasvlakte. De City Terminal is de bakermat van het bedrijf. Hier kwam in augustus 1967 het eerste containerschip aan de kade, de Atlantic Span van rederij Atlantic Container Line (ACL).

### Achterlandterminals
Daarnaast zijn er drie achterlandterminals;
- Hutchison Ports Venlo op Venlo Trade Port (gemeente Venlo)
- Hutchison Ports Belgium in Willebroek (België)
- Hutchison Ports Duisburg in Duisburg (Duitsland)

De inlandterminal van Venlo ligt dicht bij het Duitse Ruhrgebied. De terminal is acht hectaren groot en beschikt over een spoor- en een bargeterminal.